# Гринченко, Андрей Викторович
Андре́й Ви́кторович Гри́нченко (укр. Андрій Вікторович Гринченко; 23 января 1986, Тернополь, УССР, СССР) — украинский футболист, защитник.

## Биография
Начал заниматься футболом в тернопольской ДЮСШ. Сначала выступал как вратарь. Позже попал в академию донецкого «Шахтёра», пробыл там два года. Потом переехал в Луцк, где выступал за «Волынь».
23 апреля 2003 года дебютировал за «Ковель-Волынь-2» во Второй лиге в матче против тернопольской «Нивы» (2:0). С 2003 года по 2008 год выступал в тернопольской «Ниве», в команде провёл 110 матче и забил 3 гола, был одним из лидеров команды. Летом 2008 года перешёл в луганскую «Зарю», в команде дебютировал 1 ноября 2008 года в матче против донецкого «Шахтёра» (3:1).
В начале 2010 года перешёл в луцкую «Волынь». В марте 2012 года перешёл в «Говерлу-Закарпатье». В сезоне 2011/12 вместе с командой стал победителем Первой лиге Украины. Летом 2012 года команда стала называться «Говерла». Завершил карьеру профессиональную карьеру в 2014 году в составе тернопольской «Нивы».
По состоянию на 2017 год являлся играющим тренером «ДСО-Подолье» в чемпионате Тернопольской области.

## Достижения
- Победитель Первой лиги Украины: 2011/12

## Личная жизнь
Вырос в украиноговорящем регионе. Его мать — русская. Каждое лето он ездил к родственникам в Тихорецк (Краснодарский край). Из-за этого он хорошо говорит и по-русски, и по-украински.

## Статистика
| Сезон   | Клуб             | Лига         | Чемпионат | Чемпионат | Кубок | Кубок | Дубль | Дубль |
| Сезон   | Клуб             | Лига         | Игры      | Голы      | Игры  | Голы  | Игры  | Голы  |
| ------- | ---------------- | ------------ | --------- | --------- | ----- | ----- | ----- | ----- |
| 2002/03 | Ковель-Волынь-2  | Вторая лига  | 5         | 0         | —     | —     | —     | —     |
| 2003/04 | Нива (Тернополь) | Вторая лига  | 23        | 1         | 1     | 0     | —     | —     |
| 2004/05 | Нива (Тернополь) | Вторая лига  | 12        | 0         | 0     | 0     | —     | —     |
| 2005/06 | Нива (Тернополь) | Вторая лига  | 24        | 0         | 1     | 0     | —     | —     |
| 2006/07 | Нива (Тернополь) | Вторая лига  | 23        | 2         | 1     | 0     | —     | —     |
| 2007/08 | Нива (Тернополь) | Вторая лига  | 28        | 0         | 2     | 0     | —     | —     |
| 2008/09 | Заря (Луганск)   | Премьер-лига | 17        | 0         | 0     | 0     | 11    | 0     |
| 2009/10 | Заря (Луганск)   | Премьер-лига | 8         | 0         | 1     | 0     | 0     | 0     |